# Rueyres VD
| VD ist das Kürzel für den Kanton Waadt in der Schweiz. Es wird verwendet, um Verwechslungen mit anderen Einträgen des Namens Rueyres zu vermeiden. |

Rueyres ist eine politische Gemeinde im Distrikt Gros-de-Vaud des Kantons Waadt in der Schweiz.

## Geographie
Rueyres liegt auf 619 m ü. M., 20 km nördlich der Kantonshauptstadt Lausanne (Luftlinie). Das Haufendorf erstreckt sich auf einer Hochfläche des nordöstlichen Gros de Vaud, östlich des Tals des Sauteru, im Waadtländer Mittelland.
Die Fläche des 2,0 km² grossen Gemeindegebiets umfasst einen Abschnitt des Hochplateaus des Gros de Vaud, der Kornkammer des Kantons Waadt. Das Plateau von Rueyres weist eine durchschnittliche Höhe von 610 m ü. M. auf, der höchste Punkt befindet sich mit 621 m ü. M. inmitten des Dorfes. Das in die Molasseschichten des Gros de Vaud eingeschnittene Tal des Mentue-Zuflusses Sauteru markiert die westliche Gemeindegrenze. Im Osten wird die Grenze vom zunächst auf dem Plateau und weiter nördlich in einem Tal fliessenden Bach Foirause gebildet. Das Plateau von Rueyres läuft deshalb nach Norden über der Mündung der Foirause in den Sauteru in einem spitzen Geländevorsprung aus. Von der Gemeindefläche entfielen 1997 8 % auf Siedlungen, 19 % auf Wald und Gehölze und 73 % auf Landwirtschaft.
Die Nachbargemeinden von Rueyres sind im Osten Bercher, im Süden Fey, im Westen Pailly und im Norden Oppens.

## Bevölkerung
Mit 302 Einwohnern (Stand 31. Dezember 2023) gehört Rueyres zu den kleinen Gemeinden des Kantons Waadt. Von den Bewohnern sind 93,9 % französischsprachig, 4,6 % deutschsprachig und 1,0 % portugiesischsprachig (Stand 2000). Die Bevölkerungszahl von Rueyres belief sich 1850 auf 220 Einwohner, 1900 auf 240 Einwohner. Nachdem die Bevölkerung bis 1970 auf 117 Personen abgenommen hatte, wurde wieder eine deutliche Bevölkerungszunahme mit fast einer Verdoppelung der Einwohnerzahl innerhalb von 30 Jahren verzeichnet.

## Wirtschaft
Rueyres war bis in die zweite Hälfte des 20. Jahrhunderts ein vorwiegend durch die Landwirtschaft geprägtes Dorf. Noch heute haben der Ackerbau und die Viehzucht eine wichtige Bedeutung in der Erwerbsstruktur der Bevölkerung. Weitere Arbeitsplätze gibt es im lokalen Kleingewerbe und im Dienstleistungssektor. Bei Rueyres befindet sich ein grosser Holzlagerplatz. In den letzten Jahrzehnten hat sich das Dorf zu einer Wohngemeinde entwickelt. Viele Erwerbstätige sind deshalb Wegpendler, die hauptsächlich in Echallens und im Raum Yverdon arbeiten.

## Verkehr
Die Gemeinde liegt abseits grösserer Durchgangsstrassen an einer Verbindungsstrasse von Essertines-sur-Yverdon nach Bercher. Durch einen Postautokurs, der von Yverdon nach Bercher verkehrt, ist Rueyres an das Netz des öffentlichen Verkehrs angebunden.

## Geschichte
Die erste urkundliche Erwähnung des Ortes erfolgte 1177 unter dem Namen Rueria. Später erschienen die Bezeichnungen Ruvoeri (1228), en Ruere (1288) sowie Ruveri, Riuori und Ravoire. Der Ortsname leitet sich vom lateinischen Wort roboretum (Eichenhain) ab.
Seit dem Mittelalter unterstand Rueyres den Herren von Bercher, die ihrerseits Vasallen der Herren von Cossonay waren. Mit der Eroberung der Waadt durch Bern im Jahr 1536 kam das Dorf unter die Verwaltung der Vogtei Yverdon. Nach dem Zusammenbruch des Ancien Régime gehörte Rueyres von 1798 bis 1803 während der Helvetik zum Kanton Léman, der anschliessend mit der Inkraftsetzung der Mediationsverfassung im Kanton Waadt aufging. 1798 wurde es dem Bezirk Echallens zugeteilt.

## Sehenswürdigkeiten
Die Kirche von Rueyres wurde 1738 neu erbaut. Im Ortskern sind einige typische Bauernhäuser aus dem 18. und 19. Jahrhundert erhalten.